# 목 (성씨)
목(睦)씨는 한국의 성씨이다. 본관은 사천(泗川)이며 시조는 고려조 요무장군 낭장동정(耀武將軍 郞將同正)을 지낸 목효기(睦孝基)이다. 2015년 대한민국 통계청 인구주택총조사에서 8,848명으로 조사되어 한국 성씨 인구 순위 113위이다. 고려(원종 9) 합문지후(閤門祗侯)를 지낸 목덕창(睦德昌), 고려 공민왕때에 재상인 찬성사(贊成事) 목인길(睦仁吉), 일등공신 목충·목자안 등이 현달하였고, 조선조에서는 좌의정·우의정에 오른 목내선(睦來善), 영의정으로 추증된 목서흠(睦敍欽) 등 사천목씨는 조선시대 과거 급제자 132명, 문과 급제자 34명을 배출 하였다.(현재인구 천 명당 급제자 수 1위 성씨) 당상관(堂上官)은 21명을 배출함으로써 명문대가(名門大家)의 지위를 이어갔다.

## 기원
목씨의 기원에 대해서는 삼설이 존재한다.
- 최초 목씨의 기록은 백제의 왕족인 부여씨(扶餘氏)를 비롯하여 백제의 귀족 성씨로 연씨(燕氏)·해씨(解氏)·진씨(眞氏)·정씨(貞氏)·국씨(國氏)·목씨(木氏)·백씨(苩氏)·사씨(沙氏) 대성팔족(大姓八族)으로 《수서(隨書)》와 《신당서(新唐書)》 등에 기록되어 있다.  광위장군(廣威將軍) 목간나는 북위(北魏)와의 싸움에서 큰 공을 세운 것으로 알려져 있다 왜국이 가야를 침공해 가라국왕과 아들들이 백제로 도망쳐오자 목라근자(木羅斤資)가 군대를 이끌고 나가 구원했다. 《일본서기》의 기록으로 미루어 보아 목씨는 백제-가야의 교류가 이루어지자 그 과정에서 세력을 키워 나갔던 것으로 보이며, 가야 지방의 소국들과 깊은 연관을 맺고 있었다. 사천은 백제에 속했으나 6세기 법흥왕 때 신라에 정복된 지역이다. 그밖에 백제의 이름없는 무장 목만치(木滿致)장군이 유명했다. 백제가 멸망한 후 백제 성씨가 소멸되거나 변성되었다. 백제 왕족인 부여(扶餘)씨는 소멸되고 부여 서씨(扶餘 徐氏), 여씨(余氏) 등으로 변성되었다고 하고, 목(木)씨는 목(睦)씨로 변성되었다는 백제목씨변천설(百濟木氏變遷說)이 있다. 이후 항렬과 세계가 고려시대 이전까지는 분명하지 않아 고려시대 다시 정계에 등장한 목효기(睦孝基)를 시조로 한다.

- 사천 목씨 가승에는 형제의 우애가 깊어 왕이 화목을 뜻하는 목(睦)을 성씨로 내렸다는 형제상목설(兄弟相睦說)이 전승된다. 이 설화를 간접적으로 뒷받침하는 고전 소설로 《목시룡전(睦始龍傳)》이 있다.

- 641년(고구려 (영류왕 22년) 영류왕의 요청에 의해 당(唐)나라의 8학사(八學士)인 목충(睦沖)·홍천하(洪天河)·은세통(殷世通)·위령(魏齡)·방비(房丕)·기모(奇牟)·길령(吉寧)·봉수현(奉守賢)의 여덟명의 학자가 유학과 문화 교류를 위해 고구려로 파견되었다고 한다. 이후 연개소문의 난으로 인해 신라로 피신하여 사천 지역에 세거(世居)하였다고 한다.

## 사천 목씨

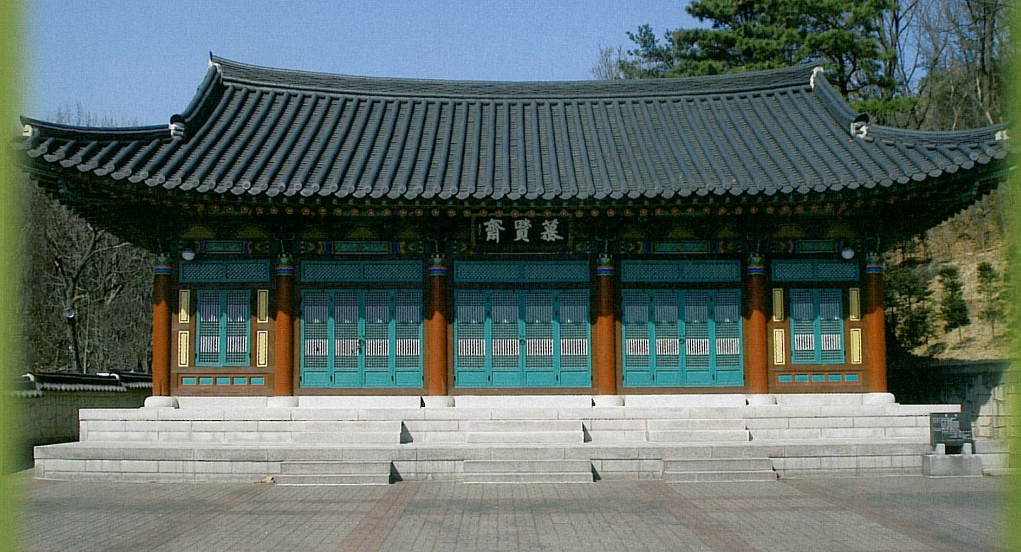
사천목씨재실(泗川睦氏齋室)

사천 목씨(泗川 睦氏)의 시조는 고려 고종 때 요무장군낭장동정(耀武將軍郞將同正)을 지낸 목효기(睦孝基)이다.
목효기의 아들 목덕창(睦德昌)은 합문지후(閤門祗侯)를 지내면서 서북 방면의 반란을 평정하다 영주성(靈州城：지금의 평안북도 의주)에서 순절하였으며, 사후에는 영주군(靈州君)에 봉(封)해졌다. 목덕창의 아들 목준평(睦俊平)은 조봉대부(朝奉大夫)로 비서윤(秘書尹)을 지내고 보문각직제학(寶文閣直提學)에 이르렀다.
목효기의 6세손 목인길(睦仁吉)이 공민왕 때 병부상서(兵部尙書)와 첨의평리(僉議評理)를 지내고, 친원파와 홍건적의 난을 평정한 공으로 1등공신이 되었으며, 1377년(우왕 3) 문하찬성사(門下贊成事)에 올랐다. 목인길의 사촌 동생인 목충(睦忠)과 목자안(睦子安)도 밀직부사(密直副使)를 역임하며 왜구를 격퇴하는 공을 세웠다.
조선조에는 7세손 목진공(睦進恭)이 1417년(태종 17) 우부대언(右副代言), 경기도관찰사(京畿道觀察使) 등을 지내고, 세종조에 호조참판(戶曹參判)에 올랐다.
사천 목씨는 조선조에 문과 급제자 34명, 과거 급제자 132명을 배출하였는데 이는 현재인구 천 명당 급제자 수 1위 성씨이다.
11세손 목세칭(睦世秤)의 아들 목첨(睦詹)이 1567년(선조 즉위) 이조참판·도승지를 역임하였고, 목첨의 아들 3형제가 문과에 급제하면서 현달하였다. 장남인 목서흠(睦敍欽)은 예조참판을 거쳐 효종조에 중추부동지사에 이르렀고, 둘째 목장흠(睦長欽)은 인조반정 후 호조참판·도승지를 지냈으며, 막내 목대흠(睦大欽)은 예조참의를 거쳐 강원부사로 선정을 베풀었다.
목장흠의 아들 목행선(睦行善)은 1633년(인조 11) 식년 문과 전시(殿試)에 1등으로 장원(壯元)하였고, 대사성·승지·예조참의·황해도관찰사 등을 지냈다. 목창명(睦昌明)은 1670년(현종 11) 예문관검열, 1677년(숙종 3) 대사헌을 거쳐 형조판서와 병조판서에 이르렀다.
목서흠의 아들 목내선(睦來善)이 숙종조에 남인(南人)의 중진으로 온건파 탁남(濁南)에 속하였다. 1689년(숙종 15) 우의정에 이르렀고, 기사환국때 좌의정에 올랐다.
숙종조에 목천성(睦天成)이 호조참의·좌부승지·형조참의 등을 지냈고, 목천성의 증손 목만중(睦萬中)은 1786년(정조 10) 문과에 장원(壯元)하였고, 1794년(정조 18) 형조판서에 임명되었고, 1801년(순조 1) 황사영백서(黃嗣永帛書)사건이 발생하자 천주교 박해를 주도하였다. 1805년(순조 5) 오위도총부(五衛都摠部) 부총관에 임명되었으나, 사양하고 부임하지 않았다.
고려후기와 조선중기에 전성기를 누리던 사천 목씨는 갑술환국(甲戌換局)를 고비로 남인의 몰락과 함께 세력이 약화되었고, 목호룡(睦虎龍)의 신임사화 사건과 이인좌의 난을 주도한 목함경(睦涵敬)으로 명예가 다소 손상되기도 했다.
목첨(睦詹), 목서흠(睦敍欽), 목내선(睦來善)이 기로소(耆老所)에 갔고 조선(朝鮮) 500년 동안 연(連) 3대에 걸쳐 기로소에 이름을 올린 가문은 사천목씨(泗川睦氏)가 유일하다.
기로소(耆老所)는 반드시 문과급제를 거쳐 정2품(正二品)이상의 벼슬을 지내고 수(壽)가 70세 이상의 원로와 연로한 임금만 들 수 있는 국가 최고의 예우(禮遇)기관이다.
일제 탄압에 대항한 독립운동가로는 목자상(睦子商), 목연욱(睦然旭), 목치숙(睦致淑), 목준상(睦俊相), 목일신(睦一信) 등이 있다.